# Adolfo Cienfuegos y Camus
El Gral. Adolfo Cienfuegos y Camus fue un militar mexicano que participó en la Revolución mexicana. Nació en Tixtla, Guerrero, el 27 de septiembre de 1889. Fue miembro del Estado Mayor de Álvaro Obregón y alcanzó el grado de coronel. Fue diputado en la XXVII Legislatura de 1917 a 1919. Luego desempeñó varios puestos diplomáticos en Cuba, Costa Rica y Chile. Ejerció la docencia en la Escuela Normal para maestros y en la Escuela de Altos Estudios, en cátedras de Historia Patria, Sociología y Economía Política. Murió el 14 de febrero de 1943 en la Ciudad de México. 